# پروان‌لی
پروان‌لی (به ترکی آذربایجانی: Pərvanlı) یک منطقهٔ مسکونی در جمهوری آذربایجان است که در شهرستان زردآب واقع شده‌است. پروان‌لی ۱٬۳۰۱ نفر جمعیت دارد.